# Asahi (baseball)
Pour les articles homonymes, voir Asahi.

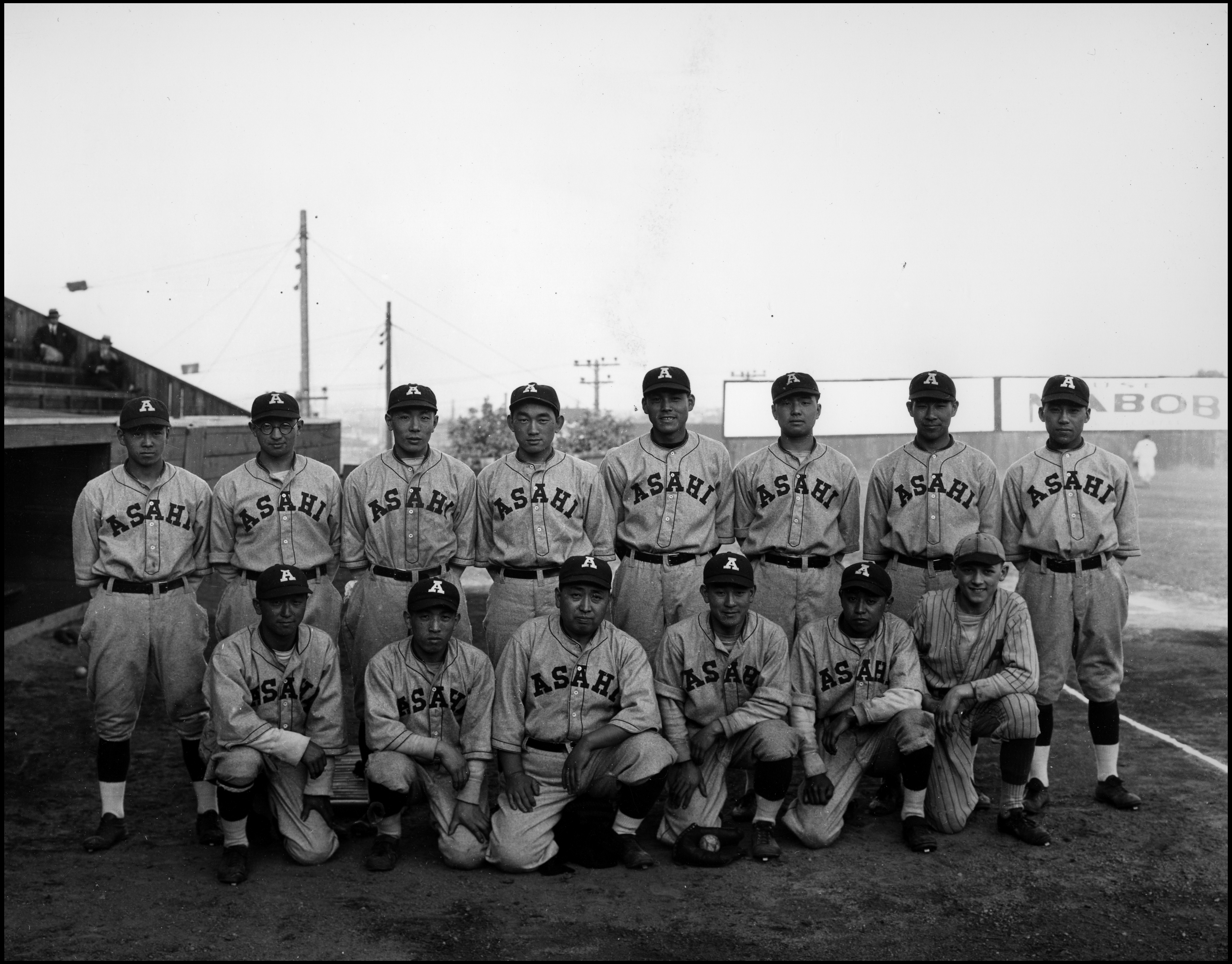
L'équipe Asahi en 1929.

Les Asahi étaient une équipe nippo-canadienne de baseball fondée en 1914 au Canada. Elle exista jusqu'en 1941.
Le club disputait ses matchs locaux au Oppenheimer Park, dans le quartier Japantown de la ville de Vancouver en Colombie-Britannique. Elle connut notamment du succès à la fin des années 1920 et durant les années 1930, remportant plusieurs tournois et championnats. L'équipe fut dissoute après que ses membres eurent été dispersés à travers le Canada lors de l'internement des Japonais-canadiens entrepris fin 1941 pendant la Seconde Guerre mondiale.
Une plaque en mémoire des Asahi fut apposée à Oppenheimer Park le 18 septembre 2011 pour le 70e anniversaire de leur dernier match. Le club fut intronisé au Temple de la renommée du baseball canadien en 2003. En 2003 parut le documentaire Sleeping Tigers: The Asahi Baseball Story réalisé par Jari Osborne et produit par l'Office national du film du Canada. Le film contient notamment des interviews avec les quelques joueurs survivants.
En décembre 2014 paraît le film japonais The Vancouver Asahi, réalisé par Yuya Ishii et mettant en vedette Satoshi Tsumabuki et Kazuya Kamenashi, qui remporte le prix du public au Festival international du film de Vancouver.